# Warenhaus Tietz (Heinrich-Heine-Allee)

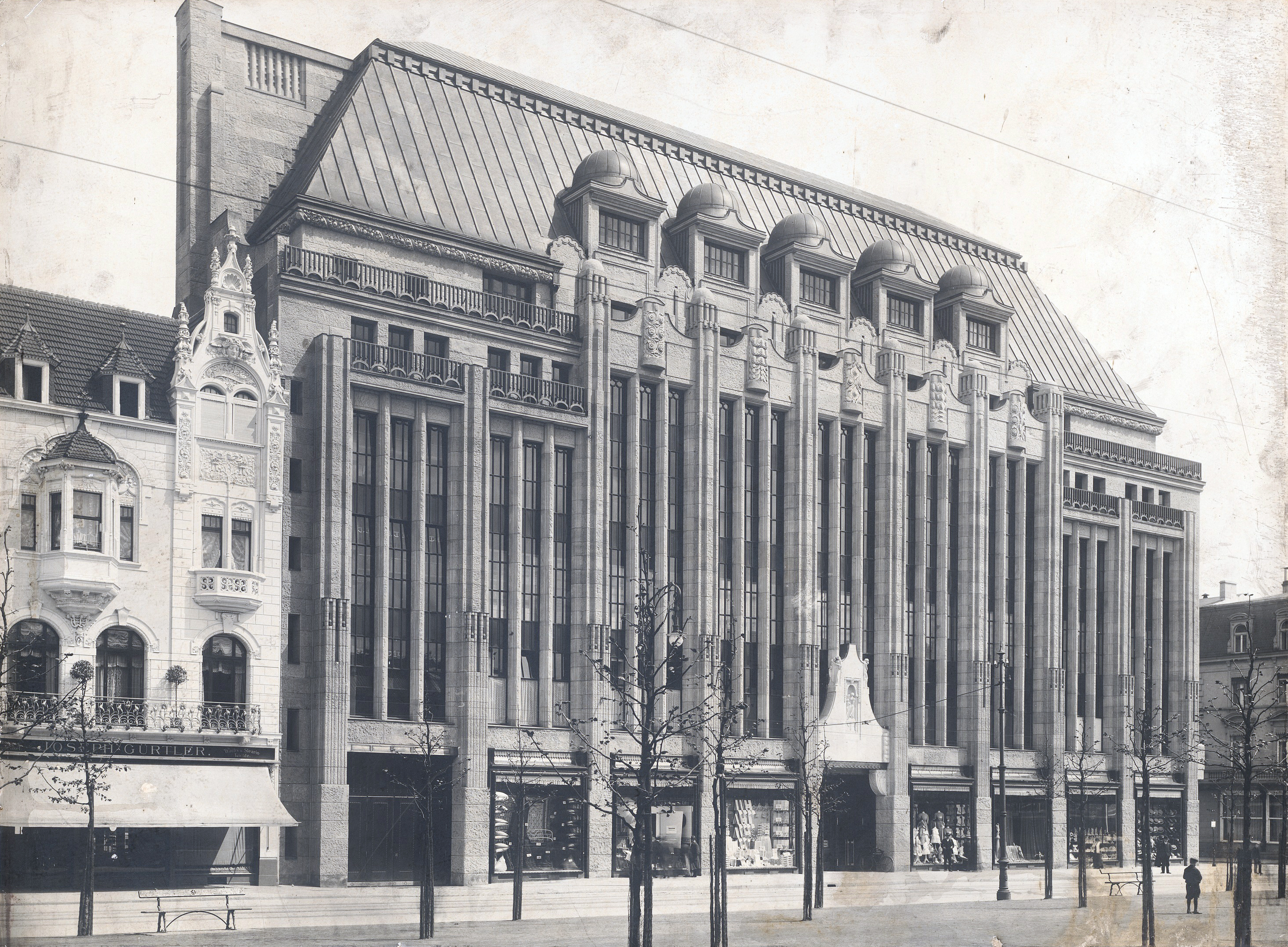
Warenhaus Tietz, an der Alleestraße, links davon das Gürtler’sche Geschäftshaus (1913)

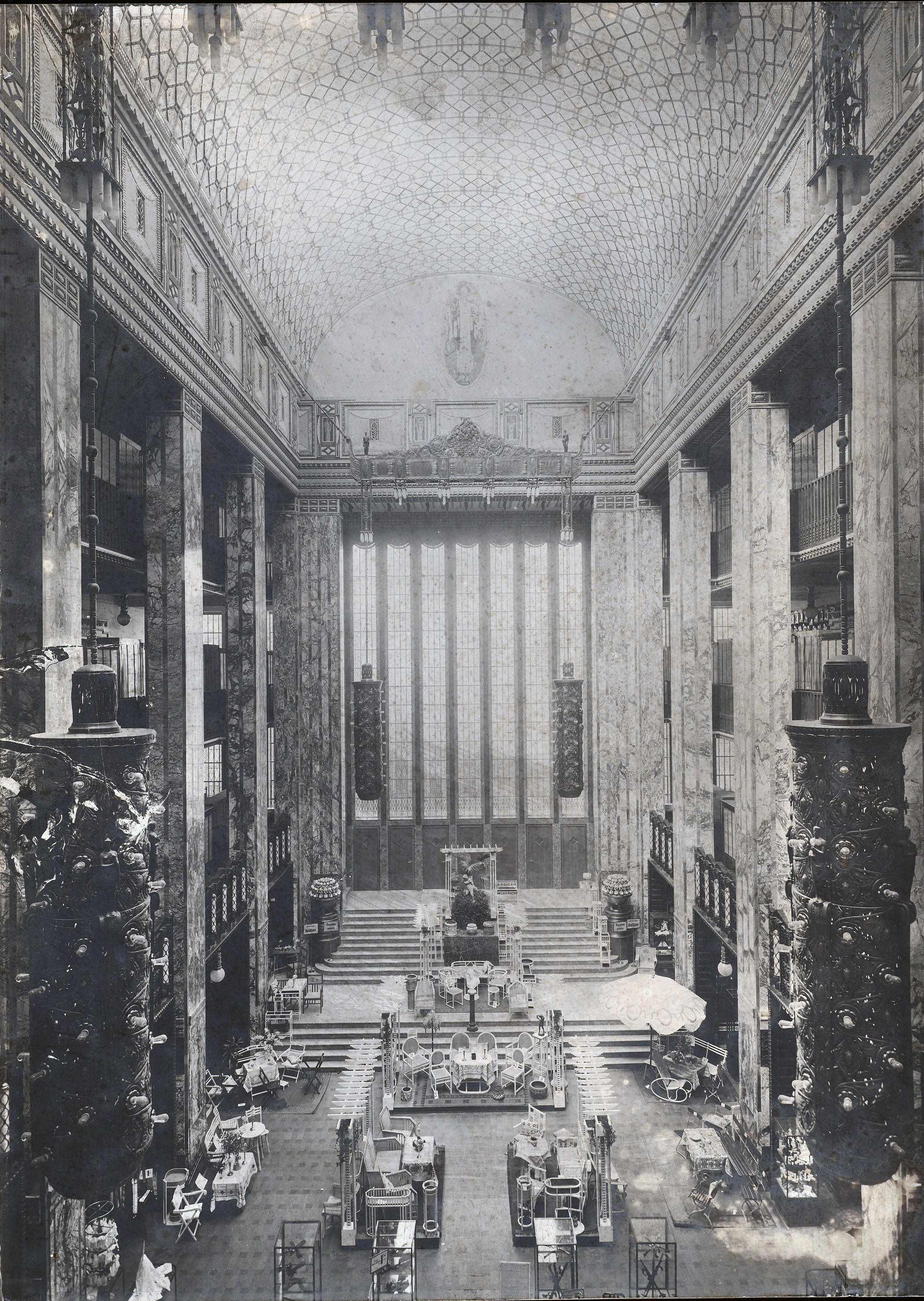
Warenhaus Tietz, Innenhof mit Glasdach (1913)

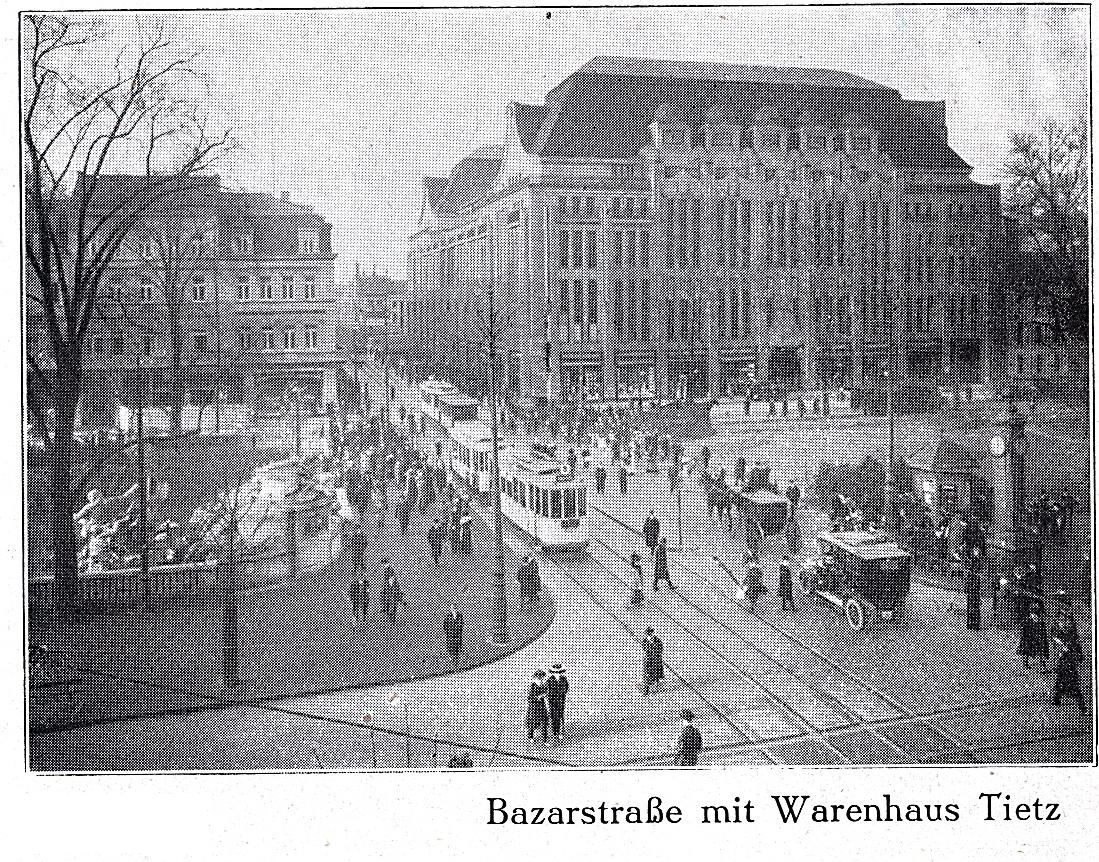
Warenhaus Tietz an der Bazarstraße (heute Theodor-Körner-Straße) Ecke Königsallee

Das Warenhaus Tietz an der Alleestraße (heute Heinrich-Heine-Allee) in Düsseldorf wurde nach Plänen von Joseph Maria Olbrich von 1907 bis 1909 im Material- und Monumentalstil der Reformarchitektur erbaut. Die Filiale gehört heute zum Warenhauskonzern Galeria Karstadt Kaufhof, dem Nachfolger des früheren Konzern Leonhard Tietz (seit 1933 als Kaufhof firmierend), der sie unter dem Namen Galeria Kaufhof Düsseldorf Königsallee betreibt. Die Bauplastik an den Außenfassaden ist ein Werk des Bildhauers Johannes Knubel.

## Beschreibung
1906 wurde mit dem Wettbewerb für das Düsseldorfer Haus der Leonhard Tietz A.G. der „wichtigste Schritt für die Entwicklung der deutschen Warenhausarchitektur nach Messels Wertheim-Bauten“ eingeleitet. Die „große Bedeutung“ ist, dass das Vorbild von Messels Wertheim-Trakt durch den „Verzicht auf historisierendes Dekor in eine reinere, klarere Schöpfung verwandelt und dadurch über das Vorbild hinaus gesteigert wurde“.
Das Motiv der Fassadengestaltung ist einfach: drei Fensterbahnen werden durch schmale Mauerstreifen getrennt. Das dreiteilige Fensterensemble wird durch kräftig ausgebildete Stützen flankiert. Die Fassade springt auf Höhe des vierten und fünften Obergeschosses zurück. Dadurch wird die „Monumentalität des […] Mansarddaches“ abgeschwächt. Das Gebäude zeigt „erhebliche Ausmaße“ und eine „monumentale Erscheinung“. Es war ein Beispiel für die „fortschreitende Monumentalisierung, die in der Waren- und Kaufhausarchitektur des Rheinlandes von der Jahrhundertwende bis zum Ersten Weltkrieg abzulesen ist“. Das Düsseldorfer Tietz-Haus setzte „neue Maßstäbe, an denen sich die jüngeren Bauten orientierten“. Das galt insbesondere für den monumental gestalteten Lichthof. Die separaten Ausstellungs- und Verkaufsräume wie der Kostümsalon, Salon für Modellhüte, Erfrischungsraum, Teppichsaal, Kunstsalon waren mit großem Aufwand kostbarer Materialien ausgestattet, wie verschiedenen Holzarten, Marmor und Bronze.

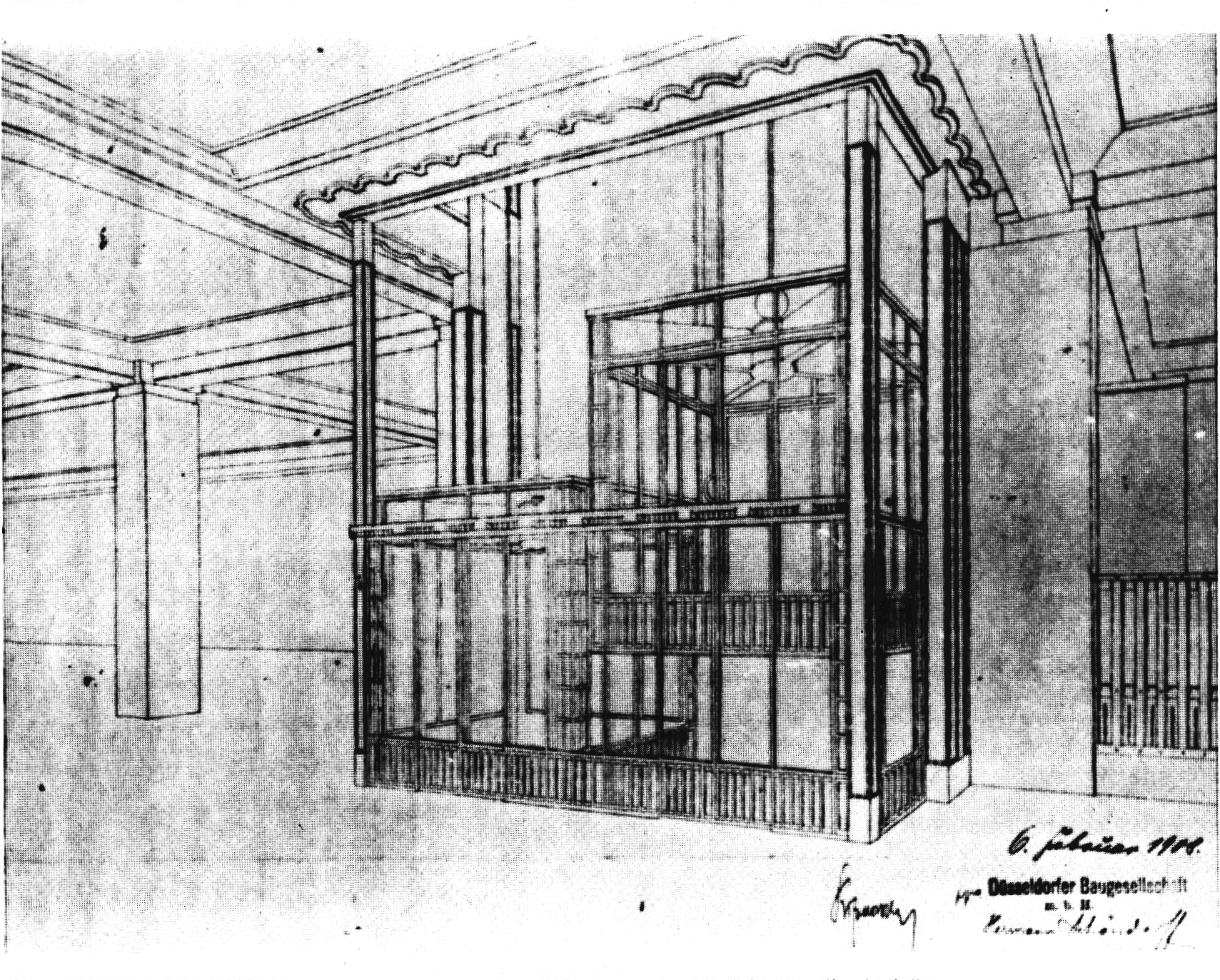
Aufzug (Zeichnung von 1908)
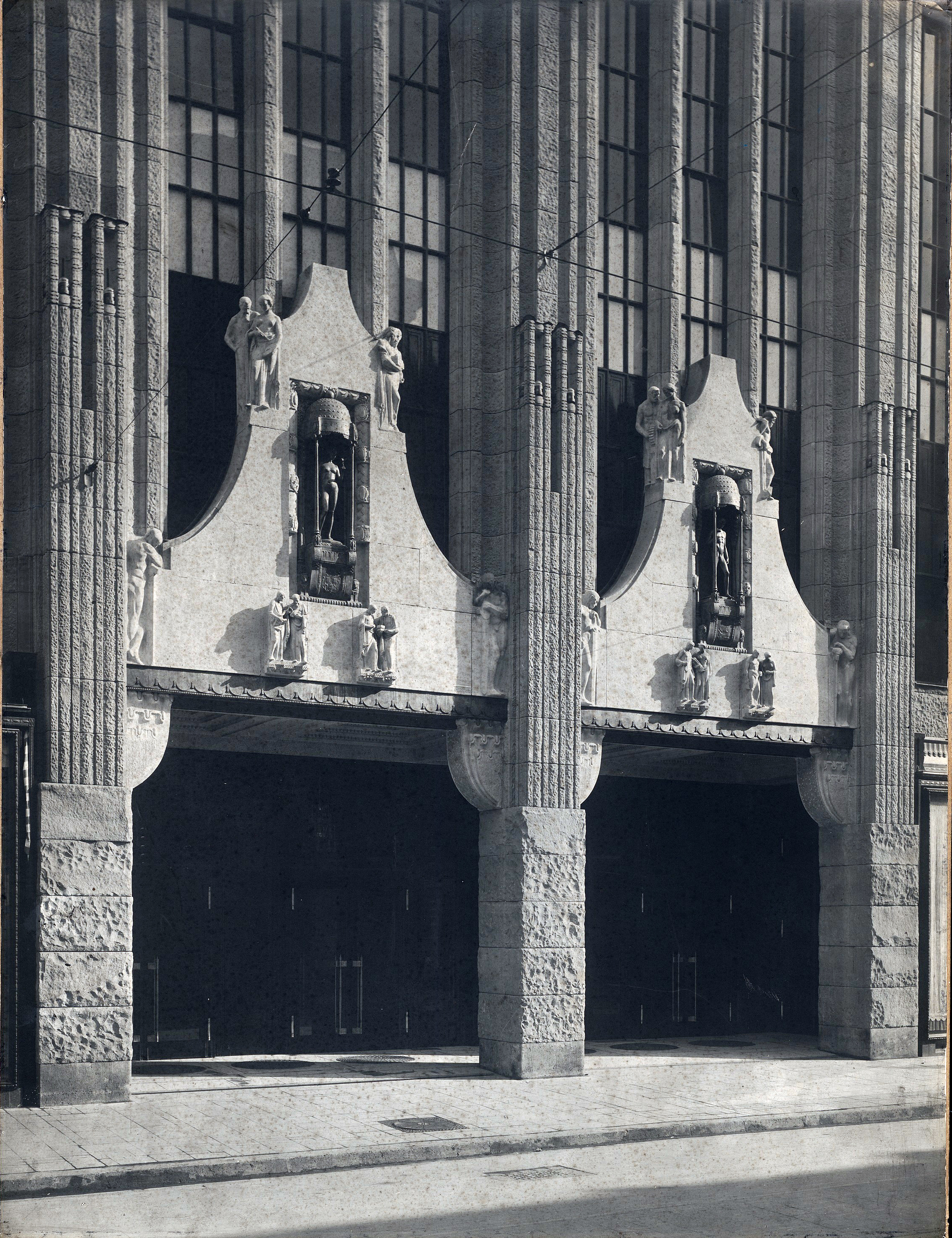
Ansicht des Hauptportals (um 1910)
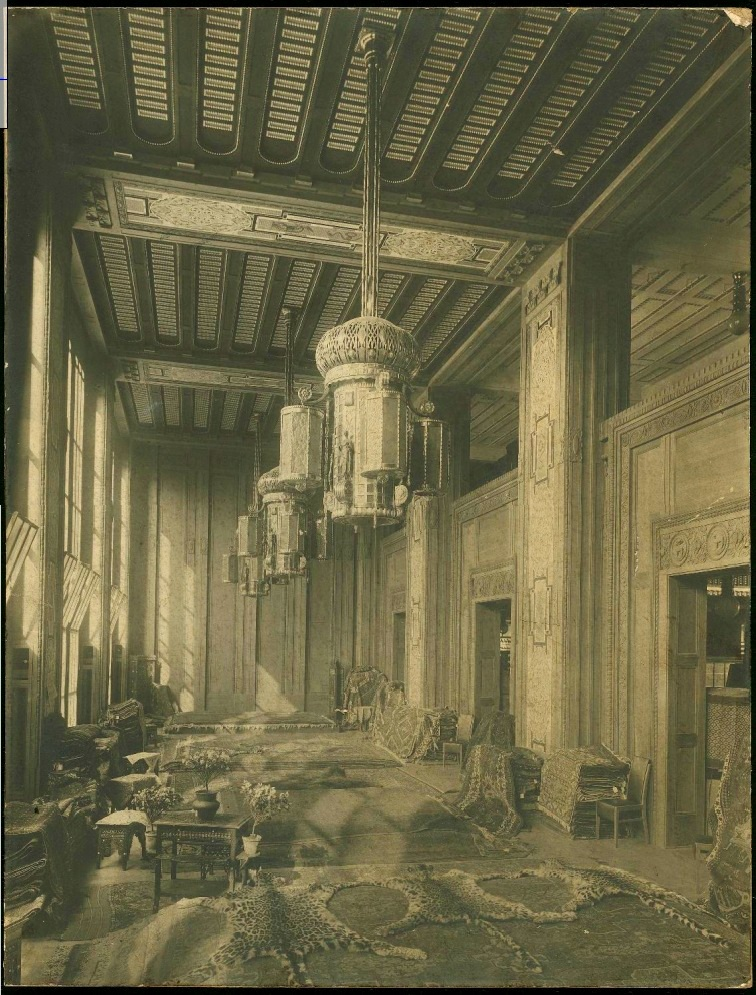
Orientalisierender Teppichverkaufsraum (um 1910)
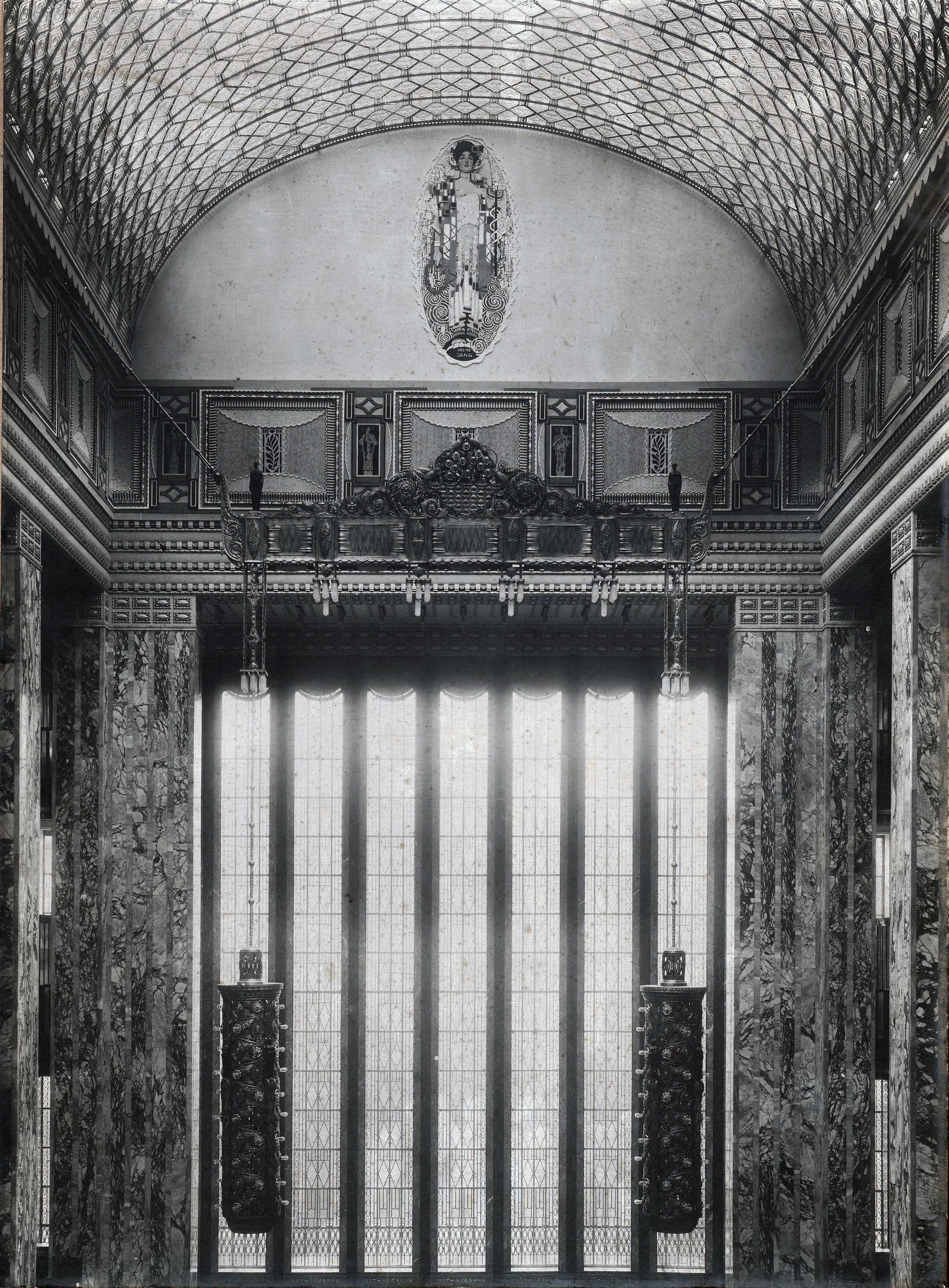
Großes Fenster im überdachten Lichthof (um 1910)
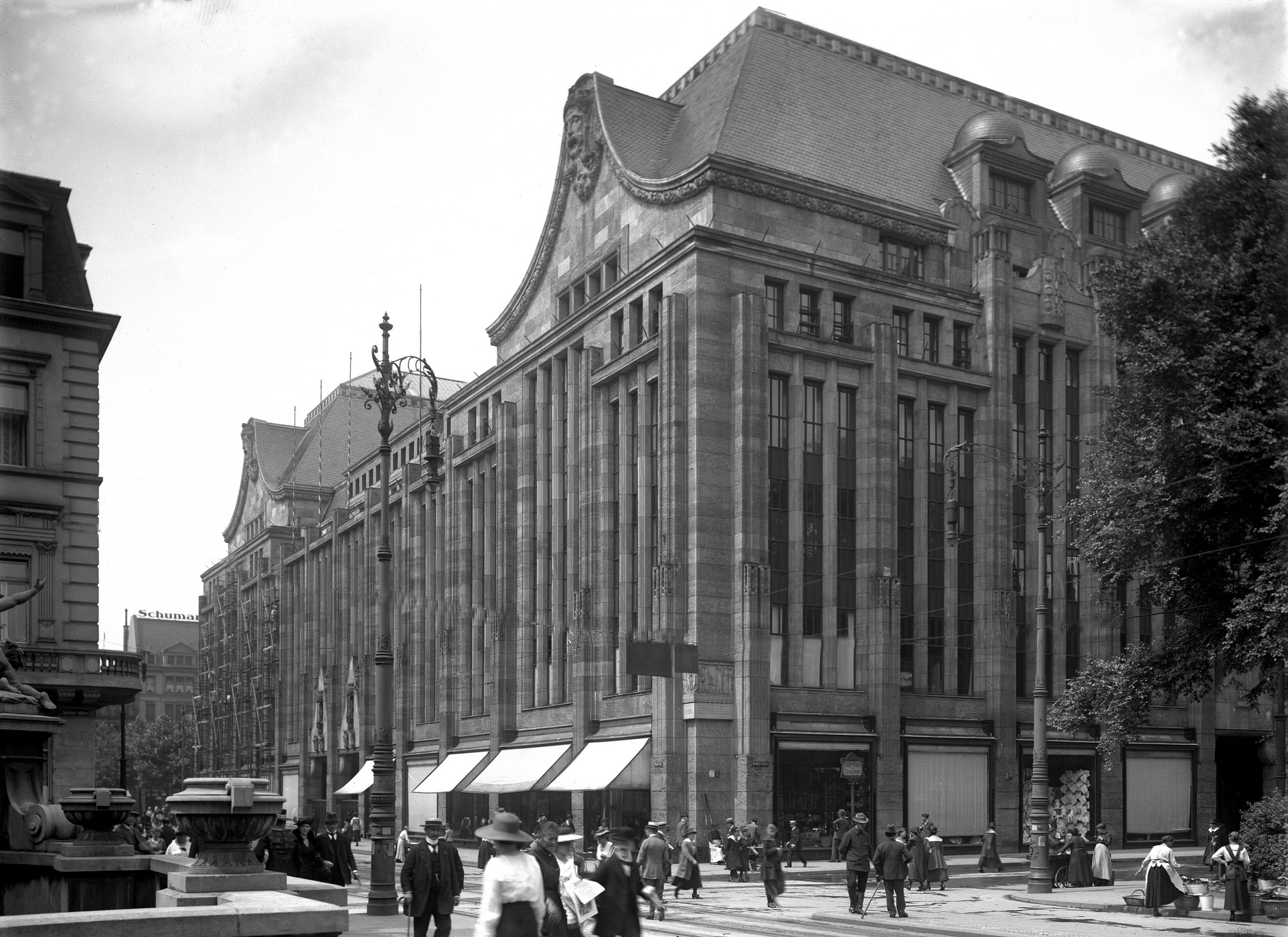
Straßenszene vor dem Warenhaus Tietz an der Königsallee (1910)
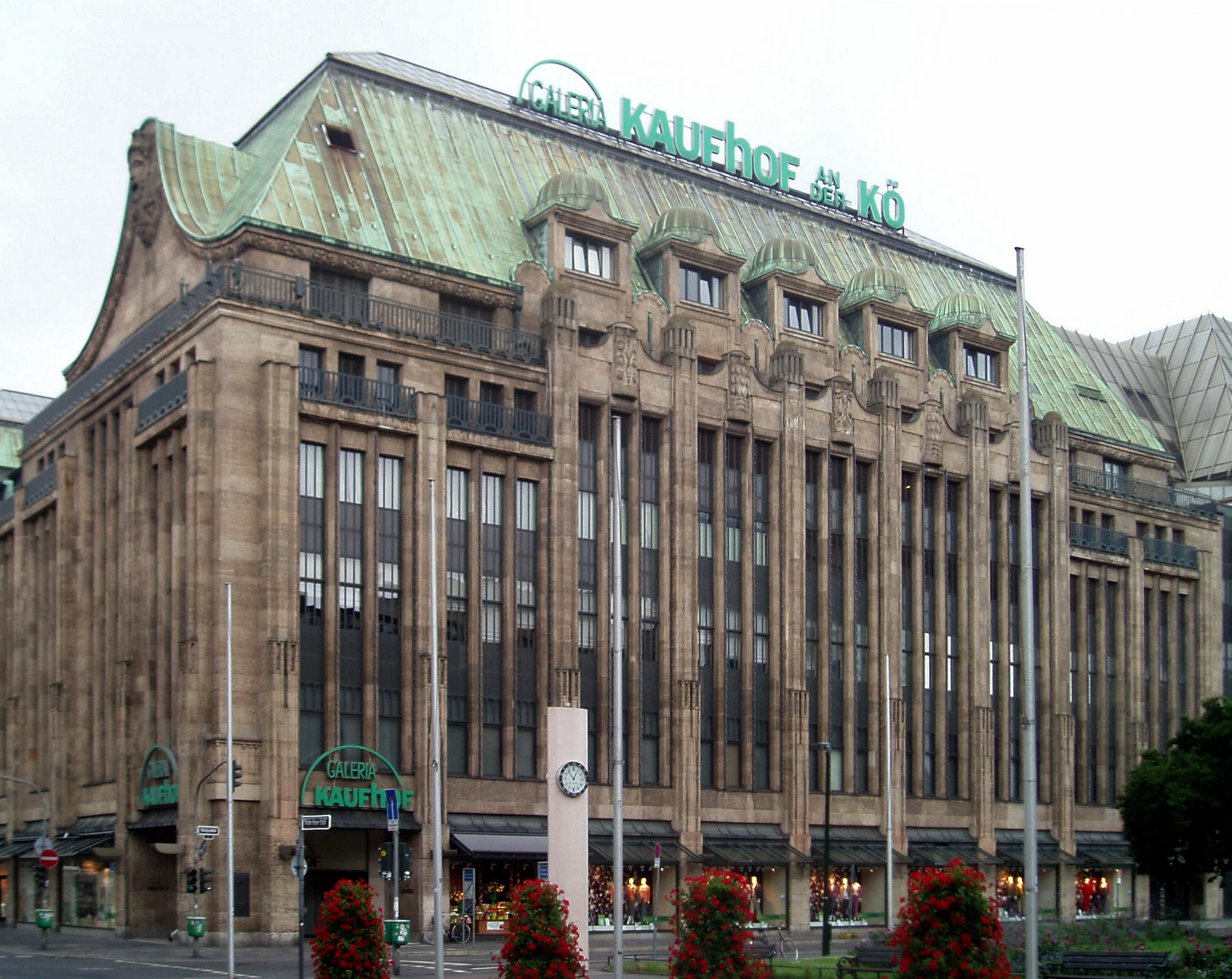
Heutiger Kaufhof an der Königsallee (2005)

## Kunstgeschichte

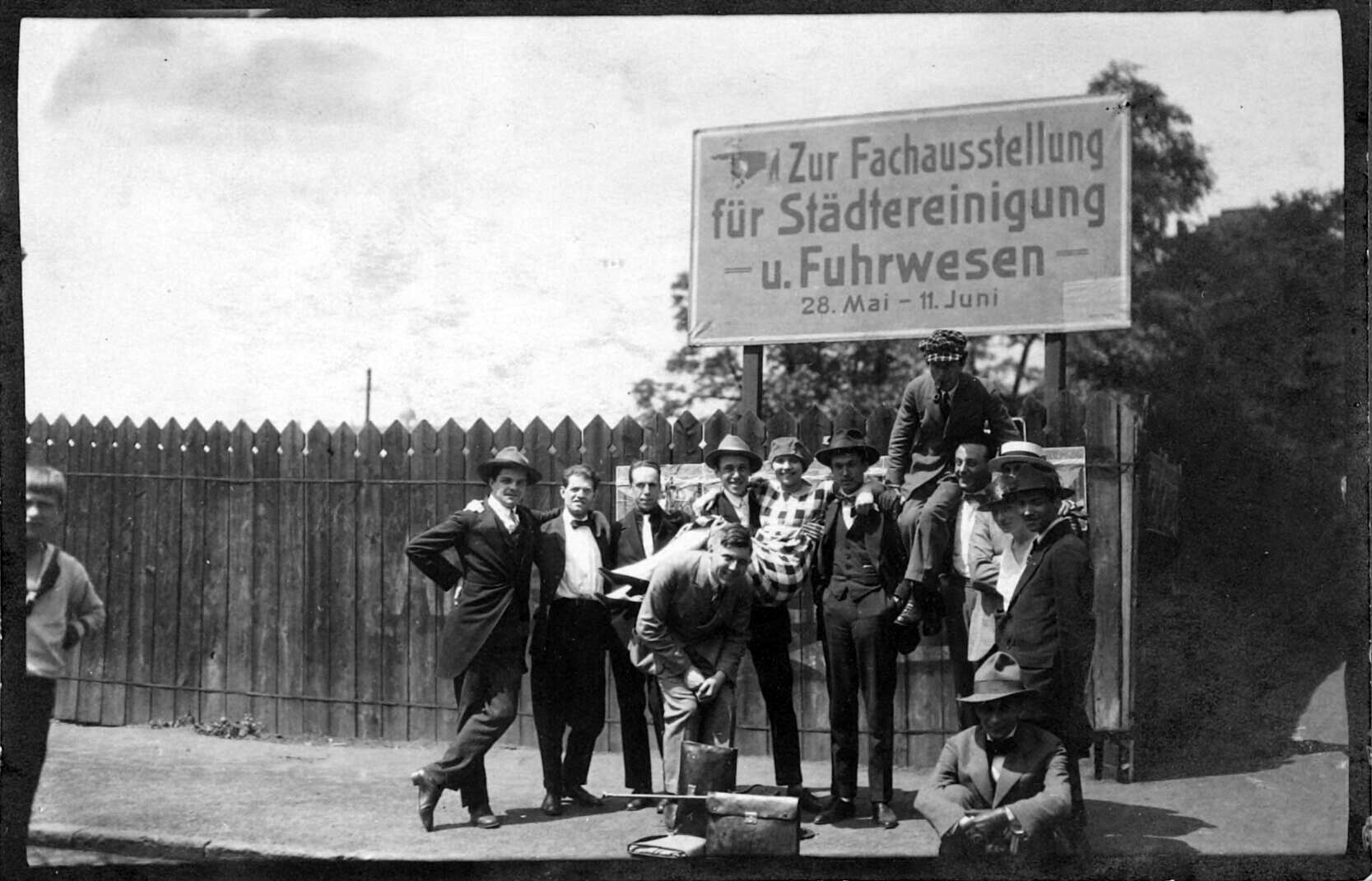
Gruppenbild der „Fraktion der Konstruktivisten“ zum Kongress der Union Internationaler Fortschrittlicher Künstler in Düsseldorf, Mai 1922

1917 fand im Kaufhaus die Ausstellung Die Kunst im Kriege statt, bei der auch der expressionistische Düsseldorfer Maler Walter Ophey vertreten war.
1922 organisierte Adolf Uzarski, Gründungsmitglied der Künstlervereinigung Das Junge Rheinland und ehemaliger Leiter der Werbeabteilung des Warenhauses, im vierten Geschoss die 1. Internationale Kunstausstellung im Kaufhaus Tietz, an der sich rund 340 Maler aus 19 verschiedenen Ländern beteiligten. In der Ausstellung wurden Werke von Alexander Archipenko, Ernst Barlach, Marc Chagall, Giorgio de Chirico, Lyonel Feininger, Ernst Haeckel, Ernst Ludwig Kirchner, Wilhelm Lehmbruck und Pablo Picasso gezeigt.
Im Zusammenhang mit dieser Ausstellung fand unter Leitung von Gert Heinrich Wollheim vom 29. bis 31. Mai 1922 der erste (und einzige) Kongress der Union Internationaler Fortschrittlicher Künstler im Regierungsgebäude in Düsseldorf statt. Dieser Kongress, zu dem die Künstlerbewegung Das Junge Rheinland im Januar 1922 international eingeladen hatte, war eine internationalistisch inspirierte Gegenveranstaltung zur parallel in Düsseldorf stattfindenden Großen Kunstausstellung 1922. Diese Gegenveranstaltung wurde ihrerseits durch eine „Fraktion der Konstruktivisten“ gesprengt, der unter anderem Theo van Doesburg, Cornelis van Eesteren, Werner Graeff, Raoul Hausmann, El Lissitzky und Hans Richter angehörten und die sich durch einen anderen, radikaleren Kunstbegriff abhob, welcher die Kunst als „Organisationsmethode“ und „Werkzeug des allgemeinen Arbeitsprozesses“ zum Fortschritt der Menschheit verstand.